# Leitgummi

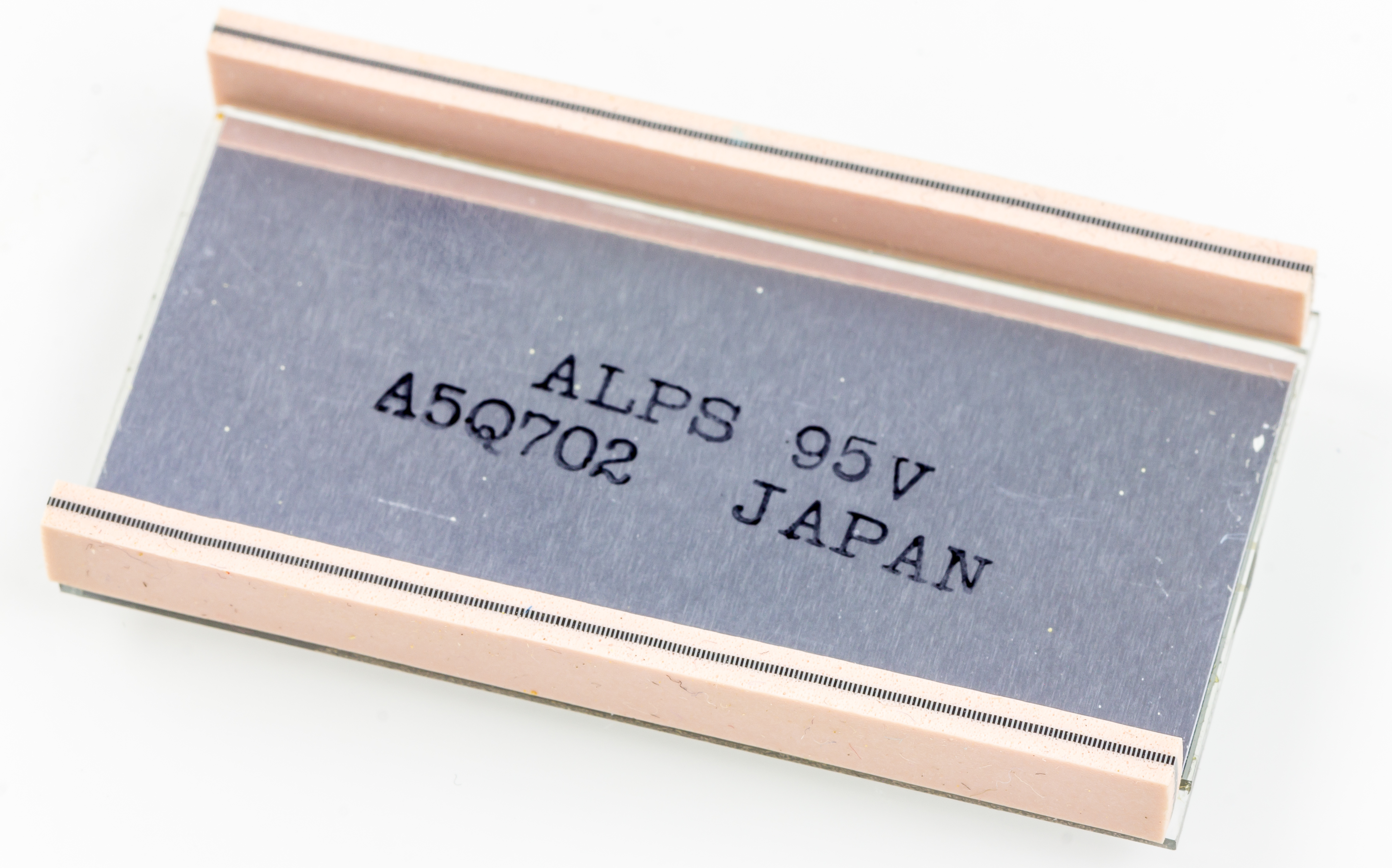
Zwei leitfähige Elastomerstreifen auf der Rückseite eines LCD

Leitgummi ist ein populärer Begriff für elektrisch leitfähige Elastomere. Deren spezifischer elektrischer Widerstand beträgt typischerweise weniger als 1000 {\displaystyle \Omega \mathrm {m} }.
In der Elektronik versteht man darunter auch anisotrope elastische elektrische Elemente zur Mehrfachkontaktierung, die abwechselnd aus dünnen, elektrisch leitfähigen Kanälen und isolierenden Zwischenlagen bestehen. Sie sind auch als Zebragummi bekannt.
Die elektrische Leitfähigkeit von Leitgummi ist beträchtlich geringer als die von Metallen und höher als die der als Halbleiter geführten Elastomere. Die geringe Leitfähigkeit spielt bei den geringen Strömen typischer Anwendungen (zum Beispiel Kontaktierung von Flüssigkristallanzeigen (LCD), Ableitung elektrostatischer Aufladungen, Signaltasten) keine Rolle.
Leitgummi wird entweder anstelle federnder elektrischer Mehrfach-Kontakte, als Schaltkontakt oder zur Verhinderung der elektrostatischen Aufladung eingesetzt.

## Zusammensetzung
Vulkanisierter Naturkautschuk wird zur Herstellung z. B. von Autoreifen zwar mit Ruß versetzt, erreicht aber dadurch nicht die Leitfähigkeit von Leitgummi. Zu Leitgummi werden synthetische Elastomere, meistens Silikonkautschuk durch Füllstoffe, d. h. leitfähige Partikel wie z. B. Kohlestaub oder Metallpulver. Übliche schwarze Leitgummis verwenden elektrisch besonders aktiven synthetischen Ruß als Füllstoff.

## Mehrfach-Verbindungen

Leitgummi als Mehrfach-Verbindung („Zebra“)
A = gummierte Seitenflanken für mittelgroße Displays
B = Seitenflanken aus weichem Moosgummi für große Displays

Die anisotropen elektrischen Kontaktelemente wurden 1974 von Timothy R. Ponn patentiert. Die Vermarktung erfolgte in den Folgejahren unter dem Markennamen ZEBRA. Ein Beispiel für elastische Dauerverbindungen sind die Verbindungsstege (englisch rubber plugs oder display rubbers) zwischen Flüssigkristallbildschirmen (LCD) mit der dazugehörigen Leiterplatte. Sie werden in Anlehnung an den ursprünglich geschützten Markennamen ZEBRA auch als „Zebras“ oder Zebragummi bezeichnet, da sie aus einer Vielzahl paralleler Leitgummistücke (schwarz), unterbrochen von nichtleitendem Gummi (hell), bestehen. Das Verbindungsstück enthält oft sehr viel mehr Leitgummielemente, als Anschlussflächen vorhanden sind, sodass die Lücken zwischen den Anschlussflächen auch dann nicht kurzgeschlossen werden, wenn die Position des Zebras bei der Montage abweicht. Die exakte Positionierung des Leitgummis in der Produktion ist daher nicht kritisch und erlaubt kostengünstige Produktionsabläufe.
Der Einsatz einer solchen Leitgummiverbindung ist insbesondere bei Flüssigkristall-Displays nötig, da deren Kontaktflächen sehr dünn sind und die elektrischen Leiterstrukturen auf der Glasplatte nicht gelötet oder metallisch kontaktiert werden können. Es können mit dieser Verbindungsmethode auch zwei Leiterplatten verbunden werden. Der Vorteil dieser Leitgummiverbindungen liegt auch in der Elastizität, somit kann man z. B. bei kleinen Gehäusen wie in Mobiltelefonen, Quarzuhren, digitalen Panelmetern oder Fahrradtachometern auch bei Erschütterungen eine sichere Kontaktierung der vielen Verbindungen der Displays mit der Leiterplatte gewährleisten. Die Leitgummis sind dabei einem gewissen Druck ausgesetzt, welcher durch das Gehäuse und die mechanische Fixierung entsteht, und verbinden so Leiterplatte und LC-Display elektrisch und relativ schocksicher.
Probleme können jedoch bei hoher Feuchtigkeit auftreten. Durch den Kapillareffekt gelangt Wasser zwischen Leitgummi und Anzeige oder Leiterplatte und kann Kurzschlüsse verursachen. Die Leitgummiverbindungen müssen immer trocken sein und im Rahmen der Produktion staubfrei kontaktiert werden.
Die Langzeitbeständigkeit von Leitgummiverbindungen ist auch eingeschränkt, da sich im Laufe der Zeit der Kunststoff plastisch verformt und aushärtet. Dadurch ist die sichere Kontaktgabe nicht mehr gewährleistet, sobald sich die Kontaktflächen wieder geringfügig entfernen, z. B. auf Grund von Temperaturschwankungen, mechanischer Deformation oder Lageveränderung. In diesem Fall kommt es am Displays mit Punktmatrix zu Ausfall einzelner Spalten oder Zeilen bzw. bei LCDs mit Symbolen zum Ausfall einzelner Symbole oder Bildsegmente.

## Tasten

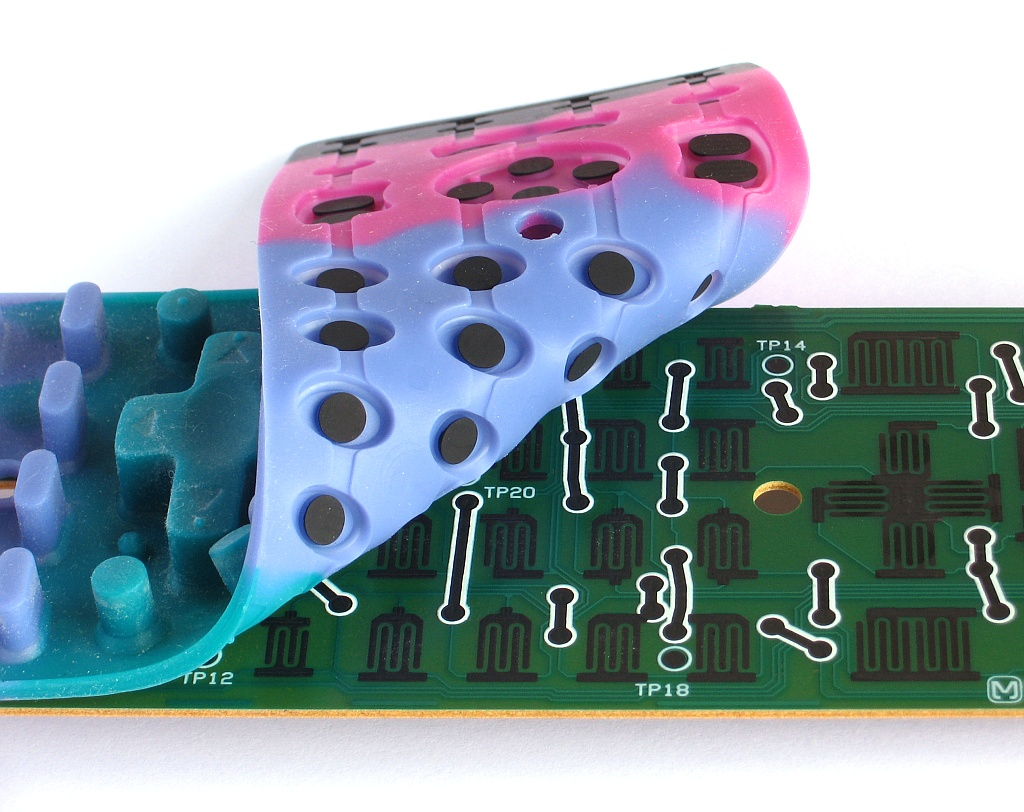
Leitgummischeiben einer Silikonschaltmatte für die graphitüberzogenen Schaltkontakte auf der Leiterkarte

In Tasten kann Leitgummi als einer der Kontaktpartner eingesetzt werden, wenn häufige Betätigung und geringe Ströme vorliegen. Die Schaltkontakte bestehen dabei aus einer kammartigen ineinandergreifenden Struktur aus zwei Leiterflächen (Graphit oder vergoldet, zum Beispiel auf einer Leiterplatte). Das Leitgummistück (englische Bezeichnung carbon pill) verbindet beim Drücken der Taste diese beiden Flächen miteinander.
Leitgummi-Tasten finden sich in kostengünstig herstellbaren Tastaturen wie Computertastaturen, Mobiltelefonen, Fernbedienungen oder auch in einzelnen Tastern zur Leiterplattenmontage.
Das Leitgummi-Stück ist meist in ein elastisches Stück nichtleitenden Gummis eingebettet, welches dicht zur Kontaktstruktur bzw. der Leiterplatte oder dem Tastengehäuse abschließt. Leitgummitasten sind daher oft waschbar. Sie sind sehr sicher und zuverlässig und weisen nur ein geringes Prellen auf.

## Trivia
Leitgummi-Streifen (Zebra) werden von Elektronikern und Radio- und Fernsehtechnikern oft scherzhaft „Leidgummi“ genannt. Grund ist die bei Leitgummis auftretende Verhärtung und dadurch bedingte Formveränderung, die eine sichere Kontaktgabe nach jahrelangem Gebrauch verhindert. Die Leitgummis werden für den Ausfall des Displays und somit für den Defekt eines ehemals in der Anschaffung teuren Gerätes als maßgebliche Ursache angesehen und deshalb als „Leidgummi“ tituliert.